# Parafia Matki Boskiej Nieustającej Pomocy i św. Józefa w Długim Kącie
Parafia Matki Boskiej Nieustającej Pomocy i św. Józefa w Długim Kącie – parafia Kościoła Polskokatolickiego w RP, położona w dekanacie zamojskim diecezji warszawskiej. Proboszczem parafii jest ks. dziekan dr Mieczysław Piątek. Msze św. sprawowane są zgodnie z ogłoszeniem proboszcza. Na terenie parafii znajduje się murowany kościół z początku XXI w., konsekrowany 26 lipca 2007 (parafialny). Do niedawna parafia posiadała także stary drewniany kościół, który zawalił się w 2010 r.
Parafia polskokatolicka Matki Bożej Nieustającej Pomocy w Długim Kącie została erygowana 15 września 1975 r. przez ówczesnego zwierzchnika Kościoła biskupa Tadeusza Majewskiego. Pracami organizacyjnymi zajął się ks. Józef Pracz, który był pierwszym proboszczem powstającej placówki. W latach 1976–2016 proboszczem parafii był ks. dr Kazimierz Bonczar (od 1997 r. infułat). 
26 lipca 2007 r. w uroczystość Patronki tej parafii św. Anny bp prof. dr hab. Wiktor Wysoczański przy udziale wiernych i duchowieństwa (32 księży) dokonał poświęcenia nowego kościoła parafialnego. Następnie odbyła się uroczysta Msza święta, w której uczestniczyło duchowieństwo Kościoła Polskokatolickiego, a także goście ekumeniczni z Kościoła prawosławnego i przedstawiciel szwajcarskich starokatolików. 

## Źródła
- E. Elerowski, Parafie Polskiego Narodowego Katolickiego Kościoła w Polsce na tle historii, Warszawa 2011, s. 58.
- A. Jemielita, Nowa świątynia polskokatolicka w Długim Kącie, ekumenizm.pl (dostęp 14.08.2017)